# Walter Muster
Walter Muster – szwajcarski strzelec, mistrz świata.
Był związany z miastem Langenthal.
Muster raz w swojej karierze zdobył medal mistrzostw świata. Wraz z kolegami z reprezentacji zwyciężył w pistolecie dowolnym z 50 m podczas turnieju w 1939 roku (skład reprezentacji: Heinz Ambühl, Ernst Andres, Walter Büchi, Ernst Flückiger, Walter Muster). 
Brał też udział w krajowych eliminacjach do Mistrzostw Świata 1947, w których zajął 7. miejsce w pistolecie dowolnym. Wynik ten wystarczył do awansu na mistrzostwa (wyjazdem do Szwecji premiowano bowiem siedmiu najlepszych zawodników w dowolnej z rozegranych konkurencji), jednak na światowym czempionacie Muster nie zdobył żadnego medalu.

## Medale mistrzostw świata
Opracowano na podstawie materiałów źródłowych:
| Mistrzostwa  | Konkurencja                       | Wynik             | Miejsce |
| ------------ | --------------------------------- | ----------------- | ------- |
| Lucerna 1939 | Pistolet dowolny, 50 m, drużynowo | 2675 pkt. (druż.) |         |